# Neostylochus caraibica
Neostylochus caraibica is een platworm (Platyhelminthes). De worm is tweeslachtig. De soort leeft in het zoute water.
Het geslacht Neostylochus, waarin de platworm wordt geplaatst, wordt tot de familie Callioplanidae gerekend. De wetenschappelijke naam van de soort werd voor het eerst geldig gepubliceerd in 1923 door Palombi.